# Marian Teubert
Marian Teubert (* 22. Juni 2000 in Donaueschingen, Deutschland) ist ein deutscher Handballspieler und spielt im Rückraum hauptsächlich auf der Mitte und der Halblinken Position.

## Karriere

### Juniorenzeit von 2005 bis 2018
Marian Teubert begann im Alter von 5 Jahren beim TSC Blumberg in Deutschland Handball zu spielen. Er durchlief verschiedenste Altersstufen, bis er dann im Alter von 13 Jahren zu den Kadetten aus Schaffhausen auf der anderen Seite der Grenze in der Schweiz wechselte.
In der Saison 2013/14 sammelte er erstmals Erfahrungen in der höchsten Juniorenliga auf nationaler Ebene. Bei den unter 15-Jährigen spielte er auf der „Elite“-Stufe und am Ende der Saison reichte es ihm und seinen Mitspielern für den 5. Platz in dieser 10er Liga. Ein Jahr später spielte er ebenfalls in der gleichen Mannschaft und erzielte über die ganze Saison 102 Tore und verzeichnete einen Torschnitt von 5,1 Toren. In dieser Saison erreichte er zusammen mit seinem Team das Finale, wo sie auf Stäfa/Uster trafen, gegen welche sie in der Saison ihre einzigen zwei Niederlagen einfuhren. Dennoch konnten das Hin- und auch das Rückspiel gewonnen werden, was somit souverän zum Schweizer Meistertitel reichte, was zugleich der erste größere Titelgewinn für ihn war. In derselben Saison absolvierte der zudem für die U17 Elite Junioren der Kadetten 14 Spiele und mit diesem Team holte er zum Schluss der Saison den 3. Platz. Neben einigen Gastauftritten in der U17 Inter Mannschaft der SG Rhyfall Munot und dem U19 Elite Team der Kadetten Schaffhausen, lag sein Fokus bei der U17 Elite der Kadetten. Mit 8 Punkten Vorsprung auf Platz 2. zog er dann in das Finale ein, wobei in Aarau noch eine Niederlage resultierte und dann erst im Rückspiel der Meistertitel gefeiert werden konnte.
Während seiner Jugendzeit war Marian Teubert zudem noch in der Südbadischen Auswahl und nahm 2016 an der DHB Sichtung teil. Ebenfalls in 2016 nahm er mit der Auswahl am Grenzlandpokal teil und belegte mit dem Team den vierten Platz. Im Dezember desselben Jahres nahm Teubert auch am Länderpokal in Berlin teil und belegte dort den elften Rang mit der Auswahl.
Ein Jahr später sieht die Lage ähnlich wie 2 Jahre zuvor aus. Marian Teubert spielt überwiegend in der U19 Elite und als 2. Mannschaft spielt er zudem in der U17 Elite mit welcher es ihm wieder zum 3. Platz reichte. Mit einem Torschnitt von 8,9 trug er auch seinen beachtlichen Teil dazu bei. Mit einer sehr jungen U19 Elite Mannschaft konnte man sich den Playofffinaleinzug sichern, wo man dank einem starken Hinspiel in St. Gallen den Meistertitel holen konnte. Die Saison 2017/18 war seine letzte Juniorensaison, wobei er währenddessen bereits die ganze Saison über mit der Nationalliga B der Kadetten spielte. Mit der U19 Elite reichte es dann für den Finaleinzug gegen den HSC Suhr Aarau. Nach einem überragenden Heimsieg mit 13 Toren reichte im Rückspiel eine knappe Niederlage für seinen 4. Junioren Schweizermeistertitel in seinem 4. Final, somit kann er zum Ende seiner Juniorenzeit eine gute Bilanz ausweisen.

### Aktive Karriere ab 2016
Seine ersten Erfahrungen bei den Aktiven machte Marian Teubert bei den SG GS/Kadetten Schaffhausen, auch die „Espoirs“ genannt, in der Saison 2016/17. Eine Saison später absolvierte er dann die ganze Saison für das Farmteam der Kadetten Schaffhausen. Mit seinen 36 Treffen trug er somit zum 5. Platz bei. Die Saison 2018/19 brachten ihm erste Erfahrungen im Fanionteam der Kadetten und somit in der höchsten Liga in der Schweiz, die Quickline Handball League. Ebenso spielte er noch für die Espoirs, bei welchen er immer mehr Verantwortung bekam und mit 68 Toren zum 9. Platz in der Nationalliga B beitrug. Mit den Kadetten Schaffhausen unterlag er im Schweizerischen Cup Finale Wacker Thun, das Playoff Finale in der Liga konnte jedoch gegen Pfadi Winterthur gewonnen werden, was somit sein erster großer Titel bei den Aktiven war.
In der darauffolgenden Saison 2019/20 spielte Marian Teubert vermutlich zum ersten Mal in seiner Karriere für ein einziges Team und das waren die Kadetten Espoirs. Bis die Saison im Frühling 2020 aufgrund der Corona-Pandemie abgebrochen werden musste, sammelte er 142 Tore in 22 Spielen. Ein Jahr später lag sein Fokus auf der 1. Mannschaft der Kadetten Schaffhausen. Mit ihnen verlor er zu Beginn der Saison den Supercup gegen den HSC Suhr Aarau, gewann daraufhin im Frühling 2021 den Schweizer Cup in einem aufregenden Finale gegen HC Kriens-Luzern und musste am Ende der Saison eine Niederlage gegen Pfadi Winterthur im Playoff Finale der Liga hinnehmen. Zudem erreichten sie in der European Handball League den Achtelfinal und schieden dann gegen Montpellier aus.
Auf die Saison 2021/22 wechselte der Deutsche in die höchste Österreichische Liga, Handball Liga Austria, zu dem Aufsteiger Jags Vöslau.
Zur Saison 2024/25 wechselte er innerhalb der HLA Meisterliga zum UHK Krems. In seiner ersten Saison beim UHK Krems feierte er mit dem Team den Titel in der HLA Meisterliga.

## Erfolge

### Junioren
- U15 Elite Junioren Schweizer Meister 2015
- 3. Platz U17 Elite 2015
- U17 Elite Junioren Schweizer Meister 2016
- Zweitbester Torschütze beim Länderpokal 2016
- 3. Platz U17 Elite 2017
- U19 Elite Junioren Schweizer Meister 2017 & 2018

### Aktive Karriere
- UHK Krems
  - 1× Österreichischer Meister 2024/25
- Kadetten Schaffhausen 
  - Schweizer Meister 2019
  - Schweizer Cup Sieger 2021